# Amanda Pérez
Pour les articles homonymes, voir Pérez.
Amanda Pérez, née le 31 juillet 1994 à Hayward, est une footballeuse internationale mexicaine évoluant au poste de milieu de terrain, au sein du club mexicain de Club América. Elle est la sœur cadette de l'internationale mexicaine, Verónica Pérez.

## Biographie

### En club
Fille de parents mexicains, Amanda Pérez est née à Hayward (Californie, États-Unis d'Amérique). Inspirée et motivée par la carrière de footballeuse de sa sœur, elle suit ses traces et commence à jouer pour le PSV Union FC de Palo Alto. Puis de 2013 à 2015, elle joue en faveur du club américain des Huskies de Washington, dans les catégories jeunes, club universitaire de Washington, où elle concilie des études de sociologie et le football. En trois saisons elle joue 58 rencontres et marque 6 buts. Par la suite elle enchaine deux saisons chez les séniores, bien que lors de la saison 2016, elle soit blessée et n'ayant joué qu'un seul match, elle devient l'année suivante une titulaire indiscutable au milieu de terrain, participant à 19 oppositions et marquant 2 buts.
En 2018, elle quitte les États-Unis et arrive en Europe où elle joue pour IL Sandviken en Norvège, réalisant une bonne saison qui voit le club de Bergen, terminer à la 4e place du Toppserien et finaliste de la Coupe de Norvège.
Par la suite elle rejoint le pays voisin et signe au Vittsjö GIK en Suède.
Arrivé au Sporting CP fin janvier 2020, elle ne participe qu'à trois rencontres avant que le championnat prenne fin en mars à la suite
de l'impact du COVID-19. En juin 2020, elle prolonge son contrat d'une saison avec les Leoas.

### En équipe nationale
Avec l'équipe du Mexique des moins de 17 ans, elle participe à la Coupe du monde des moins de 17 ans 2010 organisée à Trinité-et-Tobago. Lors de cette compétition, elle joue trois matchs, avec pour résultats une seule victoire et deux défaites.
Avec l'équipe du Mexique des moins de 20 ans, elle participe à deux Coupes du monde, en 2012 puis en 2014. Lors du mondial 2012 organisé au Japon, elle ne dispute qu'un seul match, celui des quarts de finale perdu face au Nigeria. Lors du mondial 2014 qui se déroule au Canada, elle joue deux rencontres en phase de poule, avec pour résultats deux défaites.
Le 11 mars 2013, lors de la victoire, 3 à 0, contre le Portugal, comptant pour le groupe C de l'Algarve Cup 2013, elle fait ses débuts avec l'équipe senior. Elle rejoint ainsi sa sœur ainée Verónica Pérez, qui est internationale depuis 2010. Elle participe à la Coupe du monde féminine 2015 organisée au Canada. Lors de cette compétition, elle ne joue aucune rencontre, et doit se contenter du banc des remplaçants.

## Statistiques

### En club
| Saison                | Club                  | Championnat           | Championnat | Championnat | Coupe(s) nationale(s) | Coupe(s) nationale(s) | Compétition(s) continentale(s) | Compétition(s) continentale(s) | Compétition(s) continentale(s) | Sélection | Sélection | Sélection | Total | Total |
| Saison                | Club                  | Division              | M.          | B.          | M.                    | B.                    | Comp.                          | M.                             | B.                             | Équipe    | M.        | B.        | M.    | B.    |
| 2016                  | Huskies de Washington | -                     | 1           | 0           | 0                     | 0                     | -                              | 0                              | 0                              | -         | 0         | 0         | 1     | 0     |
| 2017                  | Huskies de Washington | -                     | 19          | 2           | 0                     | 0                     | -                              | 0                              | 0                              | -         | 0         | 0         | 19    | 2     |
| Sous-total            | Sous-total            | Sous-total            | 20          | 2           | 0                     | 0                     | -                              | 0                              | 0                              | -         | 0         | 0         | 20    | 2     |
| 2018                  | IL Sandviken          | Toppserien            | 21          | 7           | 5                     | 3                     | -                              | 0                              | 0                              | -         | 0         | 0         | 26    | 10    |
| Sous-total            | Sous-total            | Sous-total            | 21          | 7           | 5                     | 3                     | -                              | 0                              | 0                              | -         | 0         | 0         | 26    | 10    |
| 2019                  | Vittsjö GIK           | Damallsvenskan 2019   | 6           | 0           | 1                     | 0                     | -                              | 0                              | 0                              | -         | 0         | 0         | 7     | 0     |
| Sous-total            | Sous-total            | Sous-total            | 6           | 0           | 1                     | 0                     | -                              | 0                              | 0                              | -         | 0         | 0         | 7     | 0     |
| 2019-2020             | Sporting CP           | Liga BPI              | 2           | 0           | 1                     | 0                     | -                              | 0                              | 0                              | A         | 3         | 0         | 6     | 0     |
| 2020-2021             | Sporting CP           | Liga BPI              | 8           | 0           | 1                     | 0                     | -                              | 0                              | 0                              | -         | 0         | 0         | 9     | 0     |
| Sous-total            | Sous-total            | Sous-total            | 10          | 0           | 2                     | 0                     | -                              | 0                              | 0                              | -         | 3         | 0         | 15    | 0     |
| Total sur la carrière | Total sur la carrière | Total sur la carrière | 57          | 9           | 8                     | 3                     | -                              | 0                              | 0                              | -         | 3         | 0         | 68    | 12    |

Statistiques actualisées le 6 mai 2021

### En sélection nationale
| Matches officiels de Amanda Pérez en sélections méxicaines | Matches officiels de Amanda Pérez en sélections méxicaines | Matches officiels de Amanda Pérez en sélections méxicaines | Matches officiels de Amanda Pérez en sélections méxicaines | Matches officiels de Amanda Pérez en sélections méxicaines |
| Club                                                       | V.                                                         | N.                                                         | D.                                                         | Buts                                                       |
| ---------------------------------------------------------- | ---------------------------------------------------------- | ---------------------------------------------------------- | ---------------------------------------------------------- | ---------------------------------------------------------- |
| Mexique U17 (3 matchs: 18.75 %)                            | 1 (33.33 %)                                                | 0 (0 %)                                                    | 2 (66.67 %)                                                | 0                                                          |
| Mexique U20 (8 matchs: 50.00 %) (Incomplet)                | 0 (00.00 %)                                                | 2 (66.67 %)                                                | 1 (33.33 %)                                                | 0                                                          |
| Mexique A (5 matchs: 31.25 %)                              | 1 (15.00 %)                                                | 3 (60.00 %)                                                | 1 (15.00 %)                                                | 0                                                          |
| Total                                                      | 2 (18.18 %)                                                | 5 (45.45 %)                                                | 4 (36.37 %)                                                | 0                                                          |

## Palmarès

### Avec lePSV Union FCU15
- Vainqueur de la NorCal Cup : 1 fois — 2009
- Vainqueur du U.S. Club Soccer Regionals : 1 fois — 2009

### Avec leIL Sandviken
- Finaliste de la Coupe de Norvège : 1 fois — 2018